# Palacio arzobispal de Valladolid
El palacio Arzobispal de Valladolid es la residencia de los arzobispos vallisoletanos y sede de la archidiócesis de Valladolid. Fue construido a mediados del siglo XVI. En principio fue un palacio civil propiedad del matrimonio Juan de Villasante y María de Villarroel, hasta que el primer arzobispo vallisoletano, Luis de la Lastra y Cuesta, lo convirtió en sede episcopal en 1857.
Se encuentra situado en la calle San Juan de Dios, justo detrás del Teatro Calderón situado en la calle Angustias de Valladolid. 

## Historia y estilo

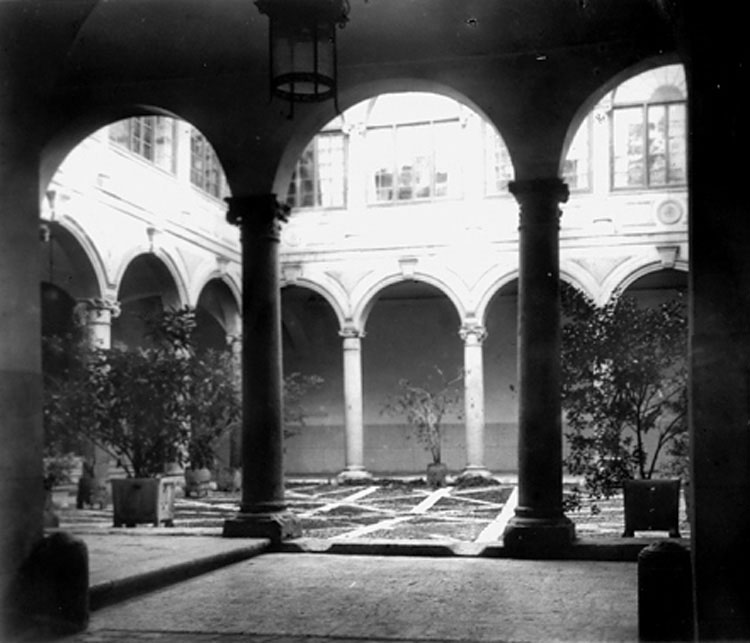
Imagen antigua del interior del palacio.

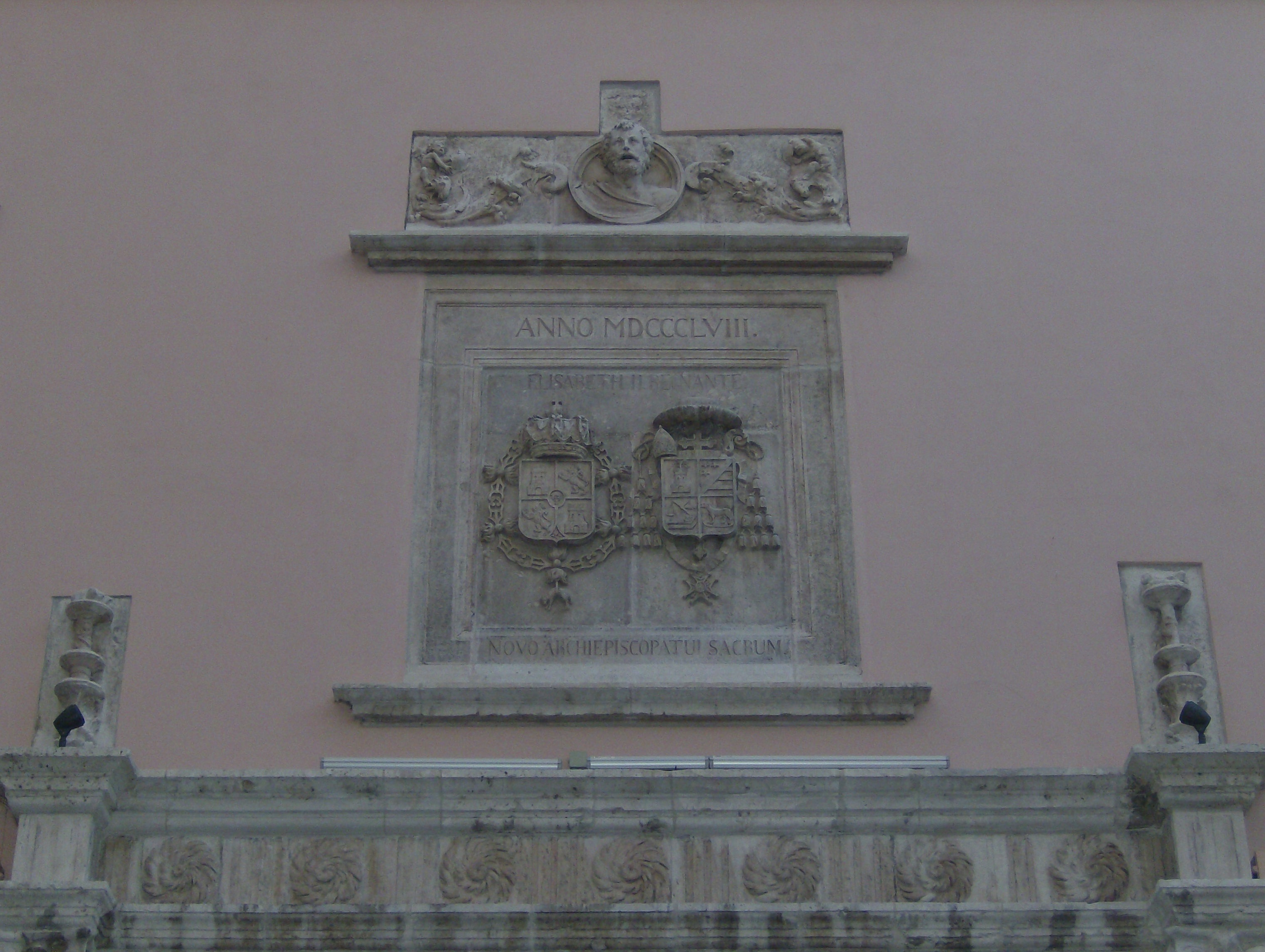
Detalle de los escudos de la fachada.

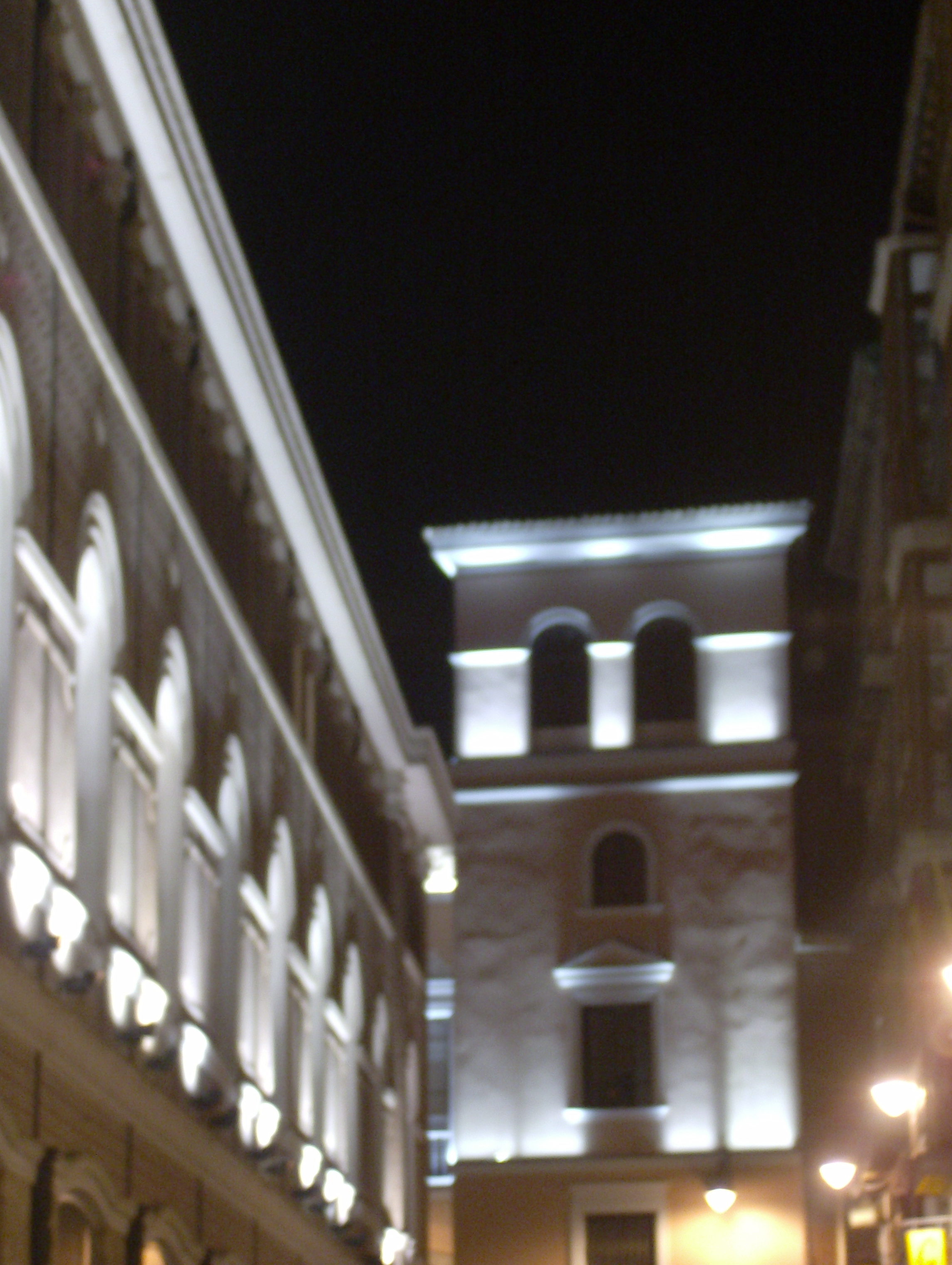
Iluminado de noche, a la izquierda se observa la iluminación del Teatro Calderón.

El palacio, de grandes dimensiones, tiene dos torres que avanzan con respecto al plano de la fachada, modelo que será repetido en el Palacio de Fabio Nelli (sede del Museo Arqueológico de Valladolid). La fachada presenta un arco de medio punto, con medallones en la parte superior de las ventanas que representan los retratos de Juan de Villasante y María de Villarroel, está construida en mampuesto enfoscado y sillares regulares de piedra, la puerta presenta columnas jónicas, y la parte superior está ornamentada a base de jarrones con frutos. 
Su patio, culminado en sus cuatro lados, tiene dos alturas, siendo plateresco el diseño el diseño de los capiteles de las columnas. Al convertirse en sede arzobispal sufrió algunas alteraciones, colocándose el escudo de la Lastra junto con el escudo real en la puerta principal. Recientemente con la restauración del edificio se ha colocado en la caja de su escalera un artesonado del siglo XVI procedente de Fuente el Sol.
A la capilla privada del palacio se trasladó el siglo pasado un retablo procedente de la desaparecido Iglesia de San Esteban de Portillo (Valladolid). El retablo está formado por pinturas, mayoritariamente alusivas a la vida de San Esteban realizadas en el primer decenio del siglo XVI momento de auge de la escuela vallisoletana. Las esculturas que forman el retablo parecen estar relacionadas con el taller de Alejo de Vahía. En esta misma capilla se conserva también la sila abacial de la primitiva colegiata vallisoletana decorada con un relieve de San Pedro, fue realizada en el siglo XV.
En el palacio se pueden observar los retratos de los arzobispos vallisoletanos realizados por Blas González García-Valladolid en los últimos años del siglo XIX. En el salón del trono y en el despacho episcopal también se podían contemplar seis grandes cuadros del florentino Vicente Carducho, serie con escenas de vidas de santos cartujos encargada en 1626 al pintor con destino al claustro de la Cartuja de El Paular de Madrid. Dichos cuadros han sido devueltos al citado monasterio.

## Dependencias y organismos
El edificio alberga las principales instituciones de la Archidiócesis de Valladolid: la Cancillería, el Tribunal Eclesiástico, la Notaría Eclesiástica, varias de las Delegaciones y, en el zaguán, la librería. Otras instituciones se encuentran en el Centro Diocesano de Espiritualidad: Radio María, el Coro Diocesano o la Escuela Diocesana de Formación. Junto a éste, se encuentra la sede de Cáritas.